# Aspirant Sunrise
Aspirant Sunrise is een muziekalbum van Rick Wakeman.
Wakeman keerde terug naar de New agemuziek met dit album. In tegenstelling tot eerdere albums in dat genre was er geen vermelding van The Rick Wakeman New Age Collection. Het album kwam uit op drie verschillende platenlabels, President Records, zijn eigen Ambient Records en het Duitse label Sattva Art Music (München). Het album, dat deel uitmaakt van de 3CD maar ook los te verkrijgen was, richtte zich meer op de Oosterse stroming binnen de New agemuziek. Op het Sattva label verscheen onder meer werk van Oliver Shanti. Aspirant Sunrise bevat muziek geschikt voor meditatie. Het is opgenomen op het eiland Man in Wakemans eigen studio.

## Tracklist
| Nr. | Titel                 | Duur |
| --- | --------------------- | ---- |
| 1.  | Thoughts of love      | 6:37 |
| 2.  | Gentle breezes        | 6:39 |
| 3.  | Whispering cornfields | 6:20 |
| 4.  | Peaceful beginnings   | 5:19 |
| 5.  | Dewy morn             | 4:25 |
| 6.  | Musical dreams        | 5:45 |
| 7.  | Naamloos              | 3:44 |
| 8.  | The dove              | 3:50 |
| 9.  | When time stood still | 3:43 |
| 10. | Secret moments        | 3:46 |
| 11. | Peaceful              | 8:45 |